# ديفيد برادلي (مخرج)
ديفيد برادلي (بالإنجليزية: David Bradley)‏ هو كاتب سيناريو ومخرج أمريكي، ولد في 6 أبريل 1920 في وينتكا في الولايات المتحدة، وتوفي في 19 ديسمبر 1997 في لوس أنجلوس في الولايات المتحدة.

## وصلات خارجية
- ديفيد برادلي على موقع IMDb (الإنجليزية)
- ديفيد برادلي على موقع أول موفي (الإنجليزية)
- ديفيد برادلي على موقع قاعدة بيانات الأفلام السويدية (السويدية)
- ديفيد برادلي على موقع قاعدة بيانات الفيلم (الإنجليزية)
- ديفيد برادلي على موقع كينوبويسك (الروسية)